# Герб Гомеля
| |  |  |
| Історичний герб Гомеля (ліворуч) і сучасний офіційний (на основі російського герба Нової Белиці (праворуч) |  |  |

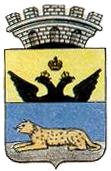
Російський герб Гомеля

Герб Гомеля (біл. Герб Гомелю) — геральдичний символ білоруського міста Гомеля, наданий містові  великим князем литовським Сигізмундом II Августом 21 березня 1562 року: «у червоному полі срібний хрест».
Витяг з відповідного великокнязівського привілею (текст білорусизований):
|  | Присылали до нас подданные нашы мещане места Гомейского, оповедаючы, што ж они печати месткое, которое бы справы местьские печатовали мели, в себе не мають и для того великое заструдненье в тых справах и потребах местских им частокрот деется… Ино мы з ласки нашое господарское… печать местьскую з гербом крыжа им дали и мети дозволили и сим листом нашым дозволяем. Мають вжо они от того часу тое печати и гербу помененого во всих справах и потребах, оному месту належачих, вживати и им печатоватися по тому, яко и у ыншых местах нашых Великого князства Литовского обычай того заховывается. Привилей мещаный гомейский на печать местьскую |

У період російського панування імператриця Катерина II передала Гомель «для увеселения» графу Петру Рум'янцеву. Вона ж 16 серпня 1781 року подарувала герб сусідньому з ним місту Нова Белиця (тепер передмістя Гомеля): «у блакитному полі рись, яка лежить». 
У 1855 році російська влада накинула цей же герб Гомелю.
У сучасній Білорусі з не цілком зрозумілих причин 16 липня 1997 року статус офіційного геральдичного символу Гомеля дістав са́ме пізніший у часі російський герб.
Офіційний опис:
| У блакитному полі французького щита золота рись, яка лежить. |